# Бергголз (Огайо)
Бергголз (англ. Bergholz) — селище (англ. village) в США, в окрузі Джефферсон штату Огайо. Населення — 544 особи (2020).

## Географія
Бергголз розташований за координатами 40°31′15″ пн. ш. 80°53′6″ зх. д. / 40.52083° пн. ш. 80.88500° зх. д. (40.520796, -80.885057).  За даними Бюро перепису населення США в 2010 році селище мало площу 1,46 км², уся площа — суходіл.

## Демографія
Згідно з переписом 2010 року, у селищі мешкали 664 особи в 266 домогосподарствах у складі 174 родин. Густота населення становила 455 осіб/км².  Було 319 помешкань (219/км²).
Расовий склад населення:
| - 98,2 % — білих - 0,8 % — чорних або афроамериканців - 0,3 % — корінних американців - 0,2 % — азіатів |

До двох чи більше рас належало 0,6 %. Частка іспаномовних становила 0,2 % від усіх жителів.
За віковим діапазоном населення розподілялося таким чином: 24,2 % — особи молодші 18 років, 61,8 % — особи у віці 18—64 років, 14,0 % — особи у віці 65 років та старші. Медіана віку мешканця становила 38,3 року. На 100 осіб жіночої статі у селищі припадало 91,4 чоловіків;  на 100 жінок у віці від 18 років та старших — 87,0 чоловіків також старших 18 років.
Середній дохід на одне домашнє господарство  становив 56 671 долар США (медіана — 40 250), а середній дохід на одну сім'ю — 62 510 доларів (медіана — 44 063). Медіана доходів становила 50 893 долари для чоловіків та 29 792 долари для жінок. За межею бідності перебувало 25,9 % осіб, у тому числі 43,3 % дітей у віці до 18 років та 16,2 % осіб у віці 65 років та старших.
Цивільне працевлаштоване населення становило 352 особи. Основні галузі зайнятості: освіта, охорона здоров'я та соціальна допомога — 34,7 %, виробництво — 15,6 %, роздрібна торгівля — 11,6 %.